# Трайко Лянджаков
Трайко Лянджаков, Ляндзев, Лянзев, или Ландзак (на гръцки: Τράικος, Τραϊανός Λαντζάκης, Λιαντζάκης, Трайкос, Траянос Ландзакис, Ляндзакис) е гъркомански андартски деец от Югозападна Македония.

## Биография
Трайко е роден в костурското село Желево. Привлечен е от Германос Каравангелис за гръцката кауза и става член на гръцкия комитет в селото заедно с братята си Георги, Симо и Михаил. Трайко Лянджаков, гръцкият учител от Желево Никола Джукела и Наумче Андреев от Желево са посредниците при привличането на войводата Коте Христов на гръцка страна.
Заедно с Коте Христов и Павел Киров участва в убийството на Лазар Поптрайков в края на 1903 година. През 1904 година Трайко оглавява собствена прогръцка чета, действаща в Преспа и Корещата срещу българските чети до Младотурската революция в 1908 година.